# 李醯
李醯（?—?），战国时期秦国的太医令。
秦武王时，名医扁鹊在列国之间行医，闻名天下。李醯自知他的医术不如扁鹊，因嫉妒而生恨意，于是派人在咸阳刺杀了扁鹊。